# 湯米·雷利
湯瑪斯（湯米）·藍德爾·雷利 MBE（英語：Thomas (Tommy) Rundle Reilly，1919年8月21日—2000年9月25日）是一位加拿大古典口琴演奏家。他8歲開始學習小提琴，11歲開始在他父親的樂團中吹奏口琴。在1940年代，他開始在音樂會與獨奏會中演奏口琴。

## 早期生活
雷利出生在加拿大安大略省貴湖，他8歲開始學習小提琴，11歲開始在他父親的樂團中吹奏口琴。1935年，全家搬到了倫敦。當第二次世界大戰爆發時，他在萊比錫孟德爾頌音樂戲劇學院學習小提琴。1939年雷利被逮捕，並且到1945年為止被拘禁在戰俘營中。他在戰俘營中以雅沙·海飛茲的演奏與詮釋為基礎，發展了他的口琴演奏技巧。

## 生平
雷利1945年回到倫敦，以口琴為具高度藝術價值的樂器，開始他的演奏生涯，成為演奏會獨奏家並在BBC電台與電視上進行表演，受到歡迎。同時也進行音樂作曲。他與大多數的歐洲知名交響樂團一同表演，並多次與英國聖馬丁學院管弦樂團巡迴歐洲。
超過30部作品是為雷利所創作，包含麥可·史畢華可夫斯基(Michael Spivakovsky)的《口琴協奏曲(1951年)》、羅勃·法儂(Robert Farnon)的《Prelude and Dance for Harmonica and Orchestra》。其他為他作曲的作曲家有詹姆士·穆迪(James Moody)、馬蒂亞斯·賽伯(Mátyás Seiber)《Old Scottish Air for Harmonica, Strings and Harp》、戈登·雅各(Gordon Jacob)《Five Pieces for Harmonica and Strings》、弗萊德·沃特(Fried Walter)《Ballade and Tarantella for Harmonica and Orchestra》、卡爾·海因茲-庫柏(Karl Heinz-Köper)《Concerto for Harmonica and Orchestra》、格拉漢·惠坦(Graham Whettam)《Fantasy for Harmonica and Orchestra》、維藍·陶斯基(Vilém Tauský)《Concertino for Harmonica and Orchestra》、法蘭西斯·沃德(Francis Ward)《Kaleidoscope for Harmonica and Orchestra》、威廉·斯特利特曼(Willem Strietman)《"O bonne douce France" for Harmonica and Orchestra》、麥斯·桑德斯(Max Saunders)《Sonatina for Harmonica and Piano》、喬治·馬汀爵士(Sir George Martin)《Three American Sketches for Harmonica and Strings, and Adagietto for Harmonica and Strings》、艾倫·蘭福德(Alan Langford)《Concertante for Harmonica and Strings》、保羅·帕德森(Paul Patterson)《Propositions for Harmonica and Strings》。雷利自己也改編了巴哈、蕭邦與莫札特等作曲家的作品。他與許多作曲家合作，以獲得更多為口琴創作的曲子。他的錄音也包含了佛漢·威廉斯、馬爾康·亞諾、阿瑟·班傑明與海托爾·維拉-羅伯斯為口琴原創的作品。
他在Parlophone的第一張專輯，是1951年由喬治·馬汀爵士所製作。他也錄製許多美國與歐洲的電影和電視劇配樂。為他創作電影配樂的作曲家包含伯納德·赫爾曼、埃爾默·伯恩斯坦和迪米特里·迪奧姆金。
1967年，雷利開始了第一把Hohner銀口琴的發展，這成為了演奏會樂器標準，往後Hohner也只做了些微的調整。
1992年，由於他對音樂的貢獻，雷利獲頒大英帝國員佐勳章。
雷利發展出許多現今普遍的口琴演奏技巧。他曾寫過一本關於用半音音階口琴演奏古典樂曲的手冊《Play like the Stars》
2000年，雷利在薩里郡佛蘭斯漢鎮過世，享壽81歲。

## 註解
- . The Times. October 5, 2000  [2009-10-14].[]
- White, Robert. . The Guardian. 28 September 2000  [2009-10-14]. （原始内容存档于2013-05-10）.
- . The Telegraph. 29 Sep 2000  [2009-10-14]. （原始内容存档于2012-11-12）.
- Kennedy, Michael. . The Oxford Dictionary of Music (Oxford Music Online). Oxford University Press. 2006  [2009-10-14]. （原始内容存档于2009年9月21日）. (Subscription required)
- . Grove Music Online (Oxford Music Online). Oxford University Press.   [2009-10-14]. （原始内容存档于2009年9月21日）. (Subscription required)

## 外部連結
- 加拿大音樂百科全書
- 官方網站 （页面存档备份，存于）